# Vizcondado de Dax
El vizcondado de Dax fue una jurisdicción no feudal de Gascuña cuya sede era la villa de Dax. 
Las tierras de Oloron, Tursan, Dax, Orthe y Gabardan con título vizcondal (vizconde de Gascuña) fueron administradas en 977 por Aner, hijo del conde de Gascuña Sancho IV, que parece haberlas administrado desde antes. Aner murió hacia 978 y dividió la administración el vizcondado de Dax entre sus tres hijos: Sancho, que administró el vizcondado de Tursan; Donato, que administró en el vizcondado de Gabardan; y Lope, que administró el vizcondado de Oloron. Lope murió hacia 985 y repartió sus administraciones entre dos hijos: Aner, que recibió la administración de Oloron; y Arnaldo, que recibió las administraciones de Dax y Orthe. Su hijo García Arnaldo continuó administrando en los dos vizcondados y murió antes de 1061, que comienza un período mal conocido; parece que su hijo Arnaldo II le sucedió y que su otro hijo Lope García fue al principio vizconde de Orthe y que quizá sucediese a su hermano y que hacia 1065 el vizcondado nuevamente unificado fue dividido administrativamente entre sus dos hijos: Raimundo I, que recibió la administración del vizcondado de Dax; y García, que recibió la administración del vizcondado de Orthe. Raimundo I tuvo como sucesor a su hijo Arnaldo III, y éste a su hija Gerarda I (que tenía quizá dos años). La vizcondesa se casó hacia 1100 con Pedro Arnaldo (conocido como Arnaldo Dat o Dat Arnaldo), señor de Ostabarret no feudal, que pertenecía a una línea colateral de la familia. Gerarda murió en 1140 y le sucedió su hijo Raimundo II. Éste fue seguido por su hijo Pedro II, que dejó solo una hija, Navarrina, que tenía quizá siete años; pasados los veinte se casó con el vizconde de Tartas Arnaldo Raimundo III y el vizcondado de Dax pasó así al vizcondado de Tartas.
La rama de Ostabarret comenzó con García (o García Arnaldo) vizconde de Dax que dejó dos hijos: Lope y Arnaldo. Parece que éste gobernó Dax pero que a su muerte hacia 1061 o 1062 la herencia recayó en Lope. Arnaldo fue conocido como Arnaldo García de Mixe y murió hacia 1072, dejando varios hijos; uno de ellos fue Dat Arnaldo de Mixe, nacido antes de 1060, señor de Ostabarret, que hacia 1100 se casó con la vizcondesa, la heredera Gerarda.

## Lista de vizcondes
- Arnaldo I Lope 985-1029
- García I Arnaldo 1029-hacia 1050
- Arnaldo II García hacia 1050-1062
- Lope I García hacia 1062-1065
- Raimundo I Lope hacia 1065-1089
- Arnaldo III (hijo) 1089-1090
- Gerarda (hija) 1090-1140
- Pedro Arnaldo (esposo) 1100-?
- Raimundo II (hijo) 1140-1167
- Pedro II (hijo) 1167-1170
- Navarrina (hija) 1170-hacia 1185
- Arnaldo Raimundo (III de Tartas) hacia 1185 (esposo)

## Rama de Ostabarret o Mixe
- Arnaldo García hacia 1061-1062
- Pedro Arnaldo (Dat Arnaldo o Arnaldo Dat) 1062-hacia 1120

- Datos: Q6553549